# Mesoconius albimanus
Mesoconius albimanus är en tvåvingeart som beskrevs av Günther Enderlein 1922. Mesoconius albimanus ingår i släktet Mesoconius och familjen skridflugor. Inga underarter finns listade i Catalogue of Life.